# Hans Baumhauer
Hans Baumhauer (* 31. Oktober 1913 in München; † 11. Juni 2001 in Freiburg i. Br.) war ein deutscher Maler, Glasmaler, Mosaikkünstler und Bildhauer. Er war Sohn des Malers Felix Baumhauer (1876–1960). In seinem künstlerischen Schaffen widmete er sich insbesondere der Sakralkunst und war an zahlreichen Kirchenneubauten in Süddeutschland, Schweiz, Luxemburg und Israel beteiligt.

## Leben
Hans Albert Felix Baumhauer wurde als drittes Kind von Felix und Julie Baumhauer geboren. Er besuchte die Volksschule und anschließend das Maximiliansgymnasium München. Früh zeigte sich bei ihm eine künstlerische Begabung. Er hatte bereits als Jugendlicher die Gelegenheit, den Vater bei der Ausführung von größeren Arbeiten zu unterstützen. Nach den Gymnasialjahren ging er zunächst in die Lehre bei der Mayer’schen Hofkunstanstalt in München, der bekanntesten süddeutschen Werkstätte für Glasmalerei und Mosaik.
Mit 16 Jahren begann er an zahlreichen künstlerischen Wettbewerben teilzunehmen. Als 19-Jähriger erhielt er beim Wettbewerb für die künstlerische Ausstattung des Kongresssaales im Münchner Deutschen Museum den hoch dotierten 2. Preis. Zwei Jahre lang besuchte er die Kunstgewerbeschule München. 1939 wurde er bei Kriegsbeginn zur Wehrmacht eingezogen.
Am 11. September 1942 heiratete er in München Maria Wolff, Tochter des Verlegers Kurt Wolff. Das Ehepaar ließ sich in Freiburg im Breisgau nieder. 1944 wurde der gemeinsame Sohn Jon Baumhauer in Freiburg geboren. Nach dem Krieg heiratete Hans Baumhauer in Garmisch-Partenkirchen am 24. August 1950 in zweiter Ehe Alix Mohr, die Tochter des aus Mannheim stammenden Industriellen Adolf Friedrich Mohr. 1954 wurde der erste gemeinsame Sohn geboren, ein Jahr später folgte der zweite und 1957 eine Tochter.

## Schaffen
Hans Baumhauers Werke findet man im In- und Ausland. Nach dem II. Weltkrieg wurden zahlreiche Kirchenneubauten errichtet, an denen Baumhauer mitarbeitete. Es entstanden Fenster, Mosaiken und Fresken in über 60 Orten des In- und Auslandes.
So wirkte er an der Wiederherstellung der Glasfenster des Freiburger Münsters mit. Weitere Freiburger Werke sind die Mosaiken und Glasfenster der St.-Martins-Kirche am Rathausplatz, die Fenster der alten und neuen Kapelle des Lorettokrankenhauses, auch das Wahrzeichen der Löwenapotheke am Bertoldsbrunnen stammt von ihm.
Schwerpunkt seines Arbeitens war die Glasmalerei. Vor allem in den 1950er und 1960er Jahren widmete er sich der Mosaikkunst. Schließlich überraschte Baumhauer mit abstrakten Plastiken. Neben diesen Arbeiten schuf Baumhauer eine große Zahl von Gemälden.
Hans Baumhauer schuf Altarbilder, Kirchenportale und nahm sich auch der Sakralplastik an. Sein Wirken beschränkte sich dabei nicht auf den kirchlichen Raum. Für zahlreiche öffentliche Bauten im In- und Ausland schuf er Mosaiken oder plastische Werke, darunter die Fassadengestaltung des Überlinger Rathauses.
Er erhielt zahlreiche internationale Aufträge. Hervorzuheben ist das Fenster der großen Synagoge in Jerusalem, das in Zusammenarbeit mit Frau Prof. Heim aus Zürich entstand.